# Dicolpus congensis
Dicolpus congensis is een insect uit de familie van de vlinderhaften (Ascalaphidae), die tot de orde netvleugeligen (Neuroptera) behoort. 
Dicolpus congensis is voor het eerst wetenschappelijk beschreven door Navás in 1923.